# Løv-Ham Fotball 2005
Questa voce raccoglie le informazioni riguardanti il Løv-Ham Fotball nelle competizioni ufficiali della stagione 2005.

## Rosa
| N. |                     | Ruolo | Calciatore             |
| -- | ------------------- | ----- | ---------------------- |
| 1  | Norvegia (bandiera) | P     | Martin Hollund         |
| 2  | Norvegia (bandiera) | D     | Frode Eide             |
| 3  | Norvegia (bandiera) | D     | Erik Havnvik           |
| 4  | Norvegia (bandiera) | D     | Sindre Erstad          |
| 5  | Norvegia (bandiera) | D     | Vegar Landro           |
| 5  | Norvegia (bandiera) | D     | Rune Fjellberg         |
| 6  | Norvegia (bandiera) | C     | Endre Hansen           |
| 7  | Norvegia (bandiera) | C     | Jon Eirik Indrebø      |
| 8  | Norvegia (bandiera) | C     | Jostein Gjerde Aga     |
| 9  | Norvegia (bandiera) | D     | Ervin Horn             |
| 10 | Norvegia (bandiera) | A     | Nils Gunnar Thomle     |
| 11 | Norvegia (bandiera) | A     | Gjermund Borger Hansen |
| 12 | Norvegia (bandiera) | P     | Eirik Østgaard         |
| 13 | Norvegia (bandiera) | A     | Henning Gjerde Aga     |
| 14 | Norvegia (bandiera) | C     | Erlend Storesund       |

| N. |                     | Ruolo | Calciatore                |
| -- | ------------------- | ----- | ------------------------- |
| 14 | Norvegia (bandiera) | A     | Morten Fosse              |
| 15 | Norvegia (bandiera) | A     | Trond Heggestad           |
| 16 | Norvegia (bandiera) | C     | Thomas Tennebø            |
| 17 | Norvegia (bandiera) | D     | Kristian Wiland Vange     |
| 18 | Norvegia (bandiera) | A     | Christian Høva Gundersen  |
| 19 | Norvegia (bandiera) | A     | Ørjan Låstad              |
| 19 | Norvegia (bandiera) | A     | Christoffer Solvang       |
| 20 | Norvegia (bandiera) | C     | Erik Mjelde               |
| 21 | Norvegia (bandiera) | D     | Jahn-Ove Wiik             |
| 22 | Norvegia (bandiera) | D     | Ronny Eide                |
| 23 | Norvegia (bandiera) | D     | Petter Bakke              |
| 23 | Norvegia (bandiera) | A     | Johnny-Mikael Gallefoss   |
| 26 | Norvegia (bandiera) | D     | Knut Walde                |
| 26 | Norvegia (bandiera) | C     | Tarje Nordstrand Jacobsen |